# Керсновская, Евфросиния Антоновна
Евфроси́ния Анто́новна Керсно́вская (6 января 1908 — 8 марта 1994) — русская писательница-мемуаристка, художница, бессарабская помещица. Заключённая ГУЛАГа, высланная из Бессарабии на поселение и принудительные работы в Сибирь в 1941 году, а затем осуждённая на длительный срок исправительно-трудовых лагерей.
Автор мемуаров (2200 рукописных страниц), сопровождённых 700 рисунками, о своих детских годах в Одессе и Бессарабии, высылке и пребывании в ГУЛАГе. Полный текст мемуаров Евфросинии Керсновской в шести томах был опубликован только в 2001—2002 годах.

## Биография

### Ранняя жизнь
Евфросиния Керсновская родилась 6 января 1908 года (24 декабря 1907 года по старому стилю) в Одессе в семье юриста-криминолога Антона Керсновского (умер в 1936 или 1939) и преподавательницы иностранных языков Александры Каравасили (1878—1964). Семья имела польские (со стороны отца) и греческие (со стороны матери) корни — в мемуарах Евфросиния пишет, что среди предков её матери были клефты. Отец служил в Одесской судебной палате. У Евфросинии был старший брат Антон (1905—1944). Дед Евфросинии по отцовской линии — полковник-геодезист Антон Антонович Керсновский, дед по материнской линии — кагульский землевладелец Алексей Кара-Васили. Детским прозвищем Евфросинии было Фофочка.
В 1919 году в период Гражданской войны, после того, как Антона Керсновского-старшего в числе старых юристов арестовала ЧК и только чудом не расстреляла, Керсновские бежали в соседнюю Бессарабию (в то время часть Румынии) и поселились в родовом имении Керсновских в деревне Цепилова в 7 км от Сорок, где жило несколько их родственников.
В середине 1920-х старший брат Евфросинии, Антон Керсновский-младший уехал в Европу получать образование, в конце концов, он поселился в Париже и получил широкую известность как военный историк и теоретик. Когда началась Вторая мировая война, осенью 1939 года его призвали в ряды французской армии. В мае 1940 года Евфросиния с Александрой получили извещение о его гибели на фронте, хотя на самом деле он был только ранен и умер в Париже только в 1944 году от туберкулёза. Философские и теоретические статьи, а также фундаментальные труды Антона Керсновского об истории русской армии получили мировое признание, однако в России были опубликованы только после распада СССР.
В Бессарабии Евфросиния окончила гимназию, а затем ветеринарные курсы. Она превосходно знала немецкий, французский и румынский языки, и немного понимала английский, испанский и итальянский. Поскольку Антон-старший совсем не занимался хозяйством, то им начала заниматься Евфросиния. На 40 гектарах она занималась земледелием, выращивая виноград и зерно. После смерти отца ей пришлось заняться выращиванием зерна высокой кондиции на поставку на экспорт, чтобы расплатиться за его кредиты. В свободное время она увлекалась конными и пешими путешествиями и любила велосипедные поездки к Чёрному морю с двоюродными братьями и сёстрами. В целом Евфросиния хоть и была помещицей, но её образ жизни во многом был далёк от тогдашнего стереотипного представления о помещиках.
Ни в мемуарах, ни в одном из сохранившихся дневников Евфросиния нигде не сообщает, чтобы у неё когда-либо был любовный роман. Согласно мемуарам, к 35 годам она оставалась девственницей.

### Ссылка
28 июня 1940 года СССР присоединил Бессарабию, часть которой вошла в состав новой союзной республики, МССР. Сразу же там начались массовые репрессии, и 10 июля того же года Евфросинию с Александрой выселили из их дома с полной конфискацией имущества. Когда дядя Евфросинии по отцу Борис Керсновский, тоже лишённый имущества, вместе с многодетной семьёй уехал в Королевство Румыния, то в августе Евфросиния, желая уберечь мать от лишений, отправила её вслед за ним в Бухарест. Сама она осталась в Сороках. Будучи трудолюбивым и образованным человеком, она не чувствовала за собой какой-либо вины и не собиралась покидать дом.
Евфросиния начала искать работу, чтобы заработать достаточно денег для того, чтобы потом содержать мать, но, как «бывшая помещица», она была ущемлена во всех правах, в том числе и в праве на труд, и только в качестве сезонной работницы смогла устроиться на ферму Сорокского технико-агрономического училища и далее работала по частному найму: на выкорчёвке деревьев, заготовке дров в лесу и распилке дров. Она работала одна, так как сотрудники НКВД запретили людям с ней работать, угрожая им исключением из профсоюза. Начиная с сентября 1940 года, Евфросиния ночевала на улице, потому что, не имея советского гражданства, подлежала изоляции от общества. На зиму её приютила знакомая её матери. 1 января 1941 года состоялись депутатские выборы, из-за которых Евфросинии всё-таки выдали советский паспорт, но с параграфом № 39. Но на выборах Ефросиния в числе кандидатов увидела имя женщины, которая до установления советской власти была местной проституткой (со слов самой Евфросинии, указанная в бюллетене биография женщины была вымышленной), и, не имея доверия к остальным, единственная из избирателей поставила на бюллетене один сплошной крест.
Весной — в начале лета 1941 года c территорий, вошедших в состав СССР в 1939—1941 годах, началась депортация «нежелательных элементов». В Молдавии депортации начались в ночь с 12 на 13 июня. В ночь на 13 июня 1941 года сотрудники НКВД пришли за Евфросинией в её отсутствие. Она, узнав об этом, отказалась скрываться, и 14 июня её вместе с другими бессарабцами отправили в ссылку. Несмотря на то что у неё несколько раз появлялась возможность сбежать, Евфросиния ею так и не воспользовалась (как она писала в своих мемуарах, ею тогда руководил принцип «хуже уже быть не может»).

#### На спецпоселении в нарымских болотах
14 июня Евфросиния и другие бессарабцы были помещены в товарные вагоны состава, который отправился в неизвестном направлении. В мемуарах Евфросиния пишет, что в её вагоне она была единственной дворянкой, остальными в основном были крестьяне. Когда поезд проезжал Омск, Евфросиния, несмотря на запреты конвоиров, сумела выбраться из вагона и набрать ведро воды для одной женщины (у которой в поезде произошли роды и нужно было обмыть ребёнка), за что её посадили в карцер — железный шкаф с коленчатой вентиляционной трубой, находившийся в последнем в составе служебном вагоне, но вскоре выпустили (однако в её личном деле из-за этого случая стояла соответствующая пометка, из-за чего за Евфросинией следили гораздо тщательней, чем за другими). 22 июня состав сделал остановку на станции Чик под Новосибирском, где Евфросиния и остальные ссыльные узнали о нападении Германии на СССР, однако на процессе ссылки это никак не отразилось. Когда состав приехал в посёлок Кузедеево, конвоиры обманом отняли у Евфросинии её паспорт, который она по случайности сумела сохранить в начале ссылки. Через месяц после начала ссылки её перевезли в Нарымский округ (ныне Томская область).
Во время переправы через реку Обь у Евфросинии была возможность остаться в одном из приобских сёл в колхозе, но, узнав, что те, кто отправятся дальше, будут работать на лесозаготовках, она захотела работать там, потому что работа с лесом была знакома ей по Бессарабии и ей казалось, что этот труд будет лучше оплачиваться. Так она попала на спецпоселение в самый отдалённый посёлок на реке Анге, где валила лес для прокладки узкоколейки и зимней дороги. Несмотря на тяжёлые условия труда и голод, Евфросиния всё же не так тяжело переносила их, как другие ссыльные, потому что в прошлом вместе с двоюродной сестрой Ирой заранее готовила себя к тяжёлой жизни. Вскоре Евфросинию и других ссыльных перевели в Харск, где почти не было работы и, соответственно, пищи, а с наступлением зимы их переселили в Усть-Тьярм. Евфросиния не взяла с собой зимнюю одежду, так как думала, что сможет купить всё необходимое там, но в этих районах в магазинах почти ничего не продавали, ссыльные могли купить товары только по особому разрешению начальства, и лишь с наступлением 40-градусных морозов Евфросинии разрешили купить валенки и телогрейку.
Нормы выработки (в кубометрах леса) были завышены, учитывали к оплате только качественный лес, а лес в болотистой тайге был плохого качества, что не всегда позволяло выполнять норму. Относительно хорошая оплата начиналась только после выполнения 40 норм, а Евфросинии всё время меняли вид работы, и такого количества норм у неё просто не набиралось. В начале декабря начальник суйгинского леспромхоза Дмитрий Хохрин, который чувствовал себя там царем, перевёл Евфросинию работать в Суйгу на самый трудный участок, надеясь таким образом скорее избавиться от неё — Евфросиния отличалась от других и была единственной из ссыльных, кто говорил то, что думает, а на собраниях лесорубов в местном клубе критиковала Хохрина за завышенные нормы выработки, за запрет членам бригады помогать друг другу и за то, что на его совести лежит голодание детей ссыльных и прочих иждивенцев (в Суйге тогда иждивенцы получали лишь 150 граммов хлеба в день). Этому же предшествовал и другой эпизод — 3 декабря 1941 года Евфросиния присутствовала на собрании в местном клубе, где лектор рассказывал о помощи США Советскому Союзу. Евфросиния тогда имела неосторожность поинтересоваться, не означает ли это, что США за помощь СССР могут нарваться на войну с Японской империей, имея в виду Антикоминтерновский пакт. Спустя много времени она узнала, что Хохрин после этого написал на неё донос (всего он их на неё написал 111) в НКВД, в котором её вопрос охарактеризовал как «гнусную клевету на миролюбивую Японию». Спустя пять дней после этого случая произошло нападение на Пёрл-Харбор, однако Евфросиния об этом узнала не скоро.

#### Побег
В феврале 1942 года Евфросиния заболела и не могла выходить на работу. Хохрин велел назначенной им фельдшерице не выписывать ей освобождение от работы и лишил её пайка. Это стало последней каплей, и 26 февраля 1942 года она решилась убить Хохрина, но в последний момент передумала и сбежала из села, благо оно совсем не охранялось. Позже Евфросиния выяснила, что доносы Хохрина на её имя тогда не дошли до НКВД, потому что зимой лесозаготовки были отрезаны от районного центра. Тем не менее весной НКВД их получил, люди оттуда приехали в Суйгу и, обнаружив, что Евфросиния исчезла, объявили её в розыск.
Путь побега пролегал по всей Западной Сибири. Евфросиния несколько дней шла по руслам рек на запад и перешла с правого берега Оби на левый. В первой же встреченной ею деревне Нарга она узнала, что НКВД велел коренным жителям Сибири сдавать ему беглых ссыльных. Не имея первое время чёткой цели, она чаще всего ночевала в лесу и реже — в помещениях. Зима в той местности была сезоном заготовки топлива, и на пропитание Евфросиния зарабатывала заготовкой дров для местных жителей. Затем, будучи в селе Парабель, Евфросиния решила идти в Омск, но на пути ей стали часто попадаться мёртвые деревни и, сильно мучаясь от голода, Евфросиния повернула обратно к селу Бакчар. По пути в одном из лесных посёлков она застала освобождённых из ссылки поляков. От них она узнала, что в Томске формируется польская армия, которая будет воевать с фашистами. Евфросиния решила пойти туда к польскому консулу и, сославшись на своё происхождение по линии отца, записаться в польскую армию в качестве медсестры. Но этот план также не удался, потому что Томск находился на правом берегу Оби, а Евфросиния — на левом, и когда она пришла туда, то застала ледоход. Реку можно было переплыть только на пароме, но для этого требовалось показать документы, которых у Евфросинии не было. Тогда она решила идти дальше на юг.
Всего Евфросиния находилась в бегах 6 месяцев, в течение которых прошла 1500 километров. Весной и летом 1942 года она несколько раз сталкивалась с последствиями «Закона о трёх колосках», когда множество деревень и сёл в глубине РСФСР пришли в запустение. За этот период её три раза задерживали из-за отсутствия документов и подозрений в шпионаже, но по чистой случайности потом отпускали. 24 августа 1942 года её окончательно задержали, опять же из-за отсутствия документов, и доставили в КПЗ районного центра Краснозерское Новосибирской области.

#### Новый приговор
На допросах в КПЗ Евфросиния ничего не скрывала. Её незаурядность и знания иностранных языков навели районного следователя на мысль отличиться по службе, и он обвинил её в шпионаже, ссылаясь на якобы найденный недалеко в степи парашют, на котором её сбросили, после чего Евфросинию на поезде отправили в Тюрьму № 1 в Барнауле. Там её неделю держали в одиночной камере. В своих мемуарах Евфросиния вспоминала, что эта неделя «оказалась самым светлым периодом на протяжении [её] ближайших лет», хотя в её камере почти никогда не горел свет (в те редкие минуты, когда его зажигали, она видела, что все стены исцарапаны надписями «Я не виновен!», повторяющимися множество раз). Затем её перевели в общую камеру Внутренней тюрьмы НКВД и начались ночные допросы, при этом днём ей спать не давали. Дело вели три следователя, которые применяли к ней разную тактику допросов и психологической обработки.
Когда Евфросиния отказалась в очередной раз признавать свою «вину», версия о шпионаже развалилась и Евфросинию отправили туда, откуда она бежала из ссылки.
Её переправили в пересыльную тюрьму Новосибирска и осенью 1942 года доставили под конвоем на теплоход, который по Оби доставил её обратно в Нарымский округ. Всю зиму 1942 года Евфросиния провела в неотапливаемой камере предварительного заключения в селе Молчаново. На допросах её обвиняли в «антисоветской пропаганде» и в «критике распоряжений начальства». У прокурора она ознакомилась с материалом следствия, построенном на доносах Хохрина, и отказалась подписаться под измышлениями следователей. Начальник местного НКВД пытался угрозами принудить её подписать материалы дела, но запугать Евфросинию ему не удалось, а попытка избить её у него сорвалась — Евфросиния сумела дать силовой отпор. Евфросинии были предъявлены обвинения по статье 58-10, части 2-й («клеветала на жизнь трудящихся в СССР») и по статье 82, части 2 («совершила побег из места обязательного поселения»). Выездная сессия судебной коллегии Нарымского окружного суда Новосибирской области вынесла ей приговор — расстрел. Ей было предложено написать прошение о помиловании — это было средством выбить у неё признание своей «вины», — но она отказалась просить помилования, а на листке бумаги, который ей выдали для прошения, написала:
Требовать справедливости — не могу, просить милости — не хочу. Дон-Кихот.
24 февраля 1943 года расстрельный приговор заменили 10 годами исправительно-трудовых лагерей и поражением в гражданских правах на 5 лет, после чего пешим этапом Евфросинию вместе с другими заключёнными отправили в Томск. Евфросиния, и без того страдая от сильного недоедания, с трудом его выдержала. Там, в Томской области, Евфросиния попала в лагпункт № 3 (село Межениновка) Сиблага, где какое-то время работала бондарем, затем занималась выжиганием в местной художественной мастерской. Только благодаря своему бригадиру ей удавалось уложиться в норму. В этот период в исправительных лагерях была массовая гибель людей от голода и пеллагры и лишь благодаря помощи лагерного врача Сарры Гордон Евфросиния попала в лагерный стационар, где сумела не заболеть. Затем в июне 1943 года Евфросинию переправили в лаготделение № 4 на станции Ельцовка под Новосибирском, где она работала в ночной смене в шапочной мастерской в бригаде по починке шапок, привезённых с фронта, а днём — в подсобном хозяйстве, где подкреплялась сырыми овощами. Но в сентябре Евфросиния лишилась этой работы, потому что половину своего пайка и те овощи, которые могла тайком принести с поля, она отдавала беременной солагернице Вере Таньковой (в мемуарах Евфросиния пишет, что та была из рода Невельских), а не своему бригадиру (как того требовал негласный свод правил среди заключённых). Её перевели в лагерь на строительство военного завода под Новосибирском, где заключённые работали без применения строительных механизмов: в начале зимы 1943 года Евфросиния возила тачки с раствором и материалами по трапам на пятый этаж.

#### Второй приговор
Вскоре Евфросинию как ветеринара по специальности вызвали на лагерную свиноферму, в которой разразилась эпидемия неизвестной болезни. Она вызвалась спасти умирающих свиней, определив с помощью анализов, как их лечить, и сделав им необходимые прививки. Евфросиния очень рисковала, так как Сарра Гордон советовала ей не браться за эту работу, потому что если бы прививки не помогли, то Евфросинию (учитывая, что она была только фельдшером) могли обвинить во вредительстве и расстрелять. Однако свиней удалось спасти и Евфросиния принялась налаживать работу свинофермы. Работа Евфросинии ветеринаром не устраивала лагерное начальство, потому что она отказывалась подписывать фиктивные акты о гибели свиней, по которым охранники могли получать парное мясо сверх им положенного. Несмотря на предыдущие события, Евфросиния продолжала действовать прямодушно, открыто высказывала всё, что думала (в частности, она критиковала Владимира Маяковского за его антирелигиозную поэзию), и это послужило поводом для доносов на неё. Сначала её перевели со свинофермы на строительство клуба комсомола — Евфросиния не знала, что это всегда делали с заключёнными, которых собирались повторно арестовать. 18 апреля 1944 года Евфросиния была вновь арестована и её посадили в подземную тюрьму лагеря.
22 июня постоянная сессия Новосибирского областного суда по делам ИТЛиК НКВД на основании статьи 58-10 приговорила Евфросинию к ещё 10 годам лишения свободы и 5 годам поражения в гражданских правах. Неотбытая мера наказания предыдущего приговора поглощалась данным приговором, из-за чего вместо оставшихся восьми лет ей осталось сидеть десять.

#### Норильлаг
После приговора суда Евфросинию перевели в барак усиленного режима лагпункта Ельцовка под Новосибирском к уголовникам-рецидивистам, где она работала в прачечной и вручную стирала окровавленное бельё, доставленное с фронта. Вскоре Евфросинию с другими рецидивистами отправили в Красноярск. Там, в порту Злобино, где Норильский горно-металлургический комбинат отбирал заключённых для работы, она вместе с другими заключёнными занималась погрузкой барж. Затем её вместе с остальными повезли в общем трюме по Енисею в Норильск. Во время пути Евфросиния заступилась за учёного профессора Николая Федоровского, над которым издевались уголовники, за что была ими избита, но осталась жива.
В Норильск Евфросиния прибыла в августе 1944 года и работала там на строительстве пятиэтажного городского дома. Асфальтировать крышу порой приходилось на четвереньках и она повредила ногу. Её не лечили, и болезнь перешла в общее заражение крови. Только когда у Евфросинии началась лихорадка, её госпитализировали в Центральную больницу Норильского лагеря и вовремя прооперировали, успев спасти ногу. В своих мемуарах Евфросиния описывает больницу, как «оазис в аду» — почти весь её медперсонал тоже состоял из заключённых, но, будучи профессионалами, они все происходили из интеллигенции и поэтому старались создать для пациентов максимально хорошие условия. Когда Евфросиния выздоровела, её оставили работать в больнице медсестрой. Работала она сразу в нескольких отделениях, а большую часть своего пайка отдавала пациентам. Через какое-то время, в январе 1946 года, она перешла работать прозектором в морг, где набралась большого медицинского опыта.
К весне 1947 года, однако, Евфросинию сумел выжить с работы заведующий аптекой в лагерной больнице и тогда в конце мая она попросила, чтобы её перевели работать на шахту, в чём ей было поначалу отказано, но она объявила на 11 дней голодовку, после чего её всё-таки отправили на шахту. Работая в больнице, она нередко сталкивалась с пострадавшими шахтёрами и знала, как опасно там работать. Евфросинию поставили на шахте 13/15 добывать уголь из забоя — это была одна из самых тяжёлых работ. Тем не менее Евфросинии понравилось работать в шахте, хотя у неё поначалу случались стычки с администрацией лагеря, а в дальнейшем она не раз сталкивалась с традиционными для шахтёра опасностями. Работа в норильской шахте также имела преимущество в виде «лагерного зачёта» — один целиком отработанный день засчитывался за три дня отсидки. В 1949 году Евфросиния, попав с травмой в больницу, ненадолго вернулась туда, устроившись в перевязочную хирургического отделения, но вскоре снова вернулась на шахту, так как её не устраивала царящая в коллективе больницы атмосфера — к тому моменту в больнице Норильлага работали в основном уже вольнонаёмные врачи.
В начале 1952 года её перевели расчищать железную дорогу, но там не было «зачётов» и вскоре Евфросинию, по её же просьбе, перевели работать грузчиком на перевалочно-продуктовую базу, где система «зачётов» была. Благодаря «зачётам», в августе 1952 года срок заключения Евфросинии подошёл к концу, но она столкнулась с проблемой: в Норильске она отбывала только срок за конфликт в Новосибирске и побег из Нарымского округа, в то время как пожизненная ссылка во всё тот же Нарымский округ всё ещё «висела» на ней, поэтому вместо долгожданного освобождения Евфросинию должны были этапировать обратно туда. Два месяца Евфросиния прожила в лагере, ничего не делая, в ожидании высылки, после чего сумела произвести впечатление своими художественными способностями на высокопоставленного военного инспектора: её готовы были отпустить насовсем без этапирования, но перед этим попросили подписать документы, согласно которым ей вменялось оборвать все контакты со знакомыми из Норильска и никогда никому не рассказывать о том, что она здесь видела. Евфросиния отказалась это сделать, из-за чего стала невыездной из Норильска.

### После ссылки
Будучи ссыльной и имея поражение в правах на пять лет, Евфросиния пошла работать обратно в норильскую шахту, теперь уже как вольнонаёмная, где её неохотно (поскольку женщин из вольных в шахту на работу тогда не брали) устроили скрейперистом на самом низком окладе и без каких-либо льгот. Через какое-то время её, как грамотную и способную, отправили на курсы горных мастеров, где она получила диплом с отличием и стала инженерно-техническим работником. Первое время у неё не было жилья и в перерывах между сменами она отсыпалась в раздевалке устроенной при шахте бани, но затем получила комнату в общежитии. После смерти Сталина и последовавшей затем массовой реабилитации число работавших заключённых на шахте резко сократилось и в конечном итоге шахту, где работала Евфросиния, законсервировали и тогда она перешла на работу бурильщика — по сравнению с предыдущими работами на шахте эта была самой тяжёлой. В конце 1956 года Евфросиния перешла на работу взрывника.
Летом 1957 года Евфросиния съездила в Сороки на могилу отца (хотя сама могила не пострадала, всё имение Керсновских было разграблено и разрушено), где от бывшей коллеги её матери узнала, что в 1954 году Александра (Евфросиния к тому моменту была уверена, что её мать умерла) в радиопередаче «Международный розыск» из Румынии сразу на нескольких языках просила что-нибудь разузнать о Евфросинии — как позже выяснилось, Александре на её запрос почему-то сообщили, что её дочь была призвана в армию и погибла во время войны под Одессой. Евфросиния вынуждена была пройти длинную бюрократическую процедуру, которая в конечном итоге позволила ей каждый месяц высылать Александре в Румынию всего 150 советских рублей (при том, что её шахтёрская зарплата составляла 4600). В 1958 году Евфросиния получила отдельную комнату в частном доме и, снова пройдя длинную бюрократическую процедуру, добилась-таки того, что летом того же года её отпустили в Одессу, где и состоялось её воссоединение с Александрой, с которой она затем отправилась в путешествие по Кавказу, после чего Александра вынуждена была вернуться в Румынию. Обе приняли решение, что Александра откажется от румынского гражданства с причитающейся ей румынской пенсией и переедет к дочери, а Евфросиния проработает на шахте столько, сколько позволит ей в будущем получать нормальную пенсию и оформить опеку над матерью.

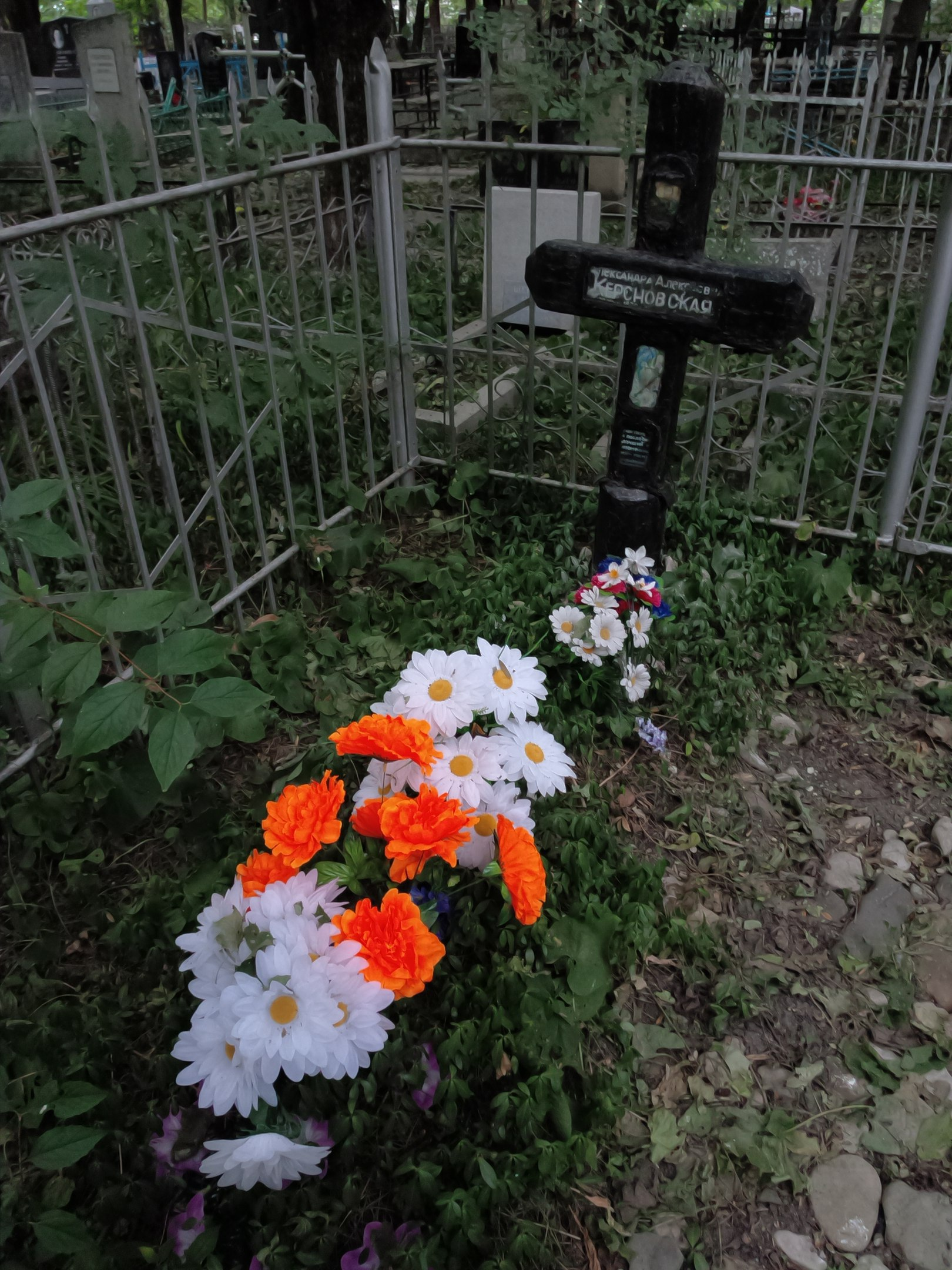

В 1960 году Евфросиния снова попала в поле зрения КГБ: во-первых, она имела родственницу за границей (хотя Александра жила в Восточном блоке), которая, приехав в СССР, вместе с Евфросинией свободно перемещалась по его территории, во-вторых, вся переписка с Александрой и другими знакомыми Евфросинии тщательно просматривалась (в письме матери она послала карикатуру на руководителя шахты, а в письме знакомой раскритиковала речь Хрущёва на 21-м съезде), в-третьих, когда начальство шахты выдало Евфросинии лотерейные билеты, та разорвала их, мотивируя это тем, что она против азартных игр. В итоге Евфросинию вызвали прямо в КГБ, где прямо предъявили соответствующее обвинение. Под давлением КГБ руководство шахты было вынуждено устроить над Евфросинией товарищеский суд «за недостойное поведение» (при том, что Евфросиния к тому моменту уже вступила в профсоюз и получила новый советский паспорт без параграфа № 39).
Суд состоялся 4 апреля 1960 года (поскольку он был показательным, то на нём было множество представителей прессы и телевизионщиков), на котором Евфросиния отказалась каяться и приносить извинения, хотя от этого зависела её судьба — её могли уволить без сохранения льготного стажа, от которого бы пострадала её будущая пенсия и, соответственно, она не смогла бы оформить Александру на своё иждивение. Евфросиния с блеском выдержала суд, и её уверенное поведение в итоге привело к тому, что решением собрания коллектива ей лишь был объявлен выговор, но её рабочее место было сохранено. Однако, под давлением КГБ, начальство шахты вскоре перевело её в мотористки, но Евфросиния добилась того, чтобы её поставили на место грузчика-лесогона (эта работа была сложнее и на неё ставили в основном штрафников). На этой должности она и проработала до мая 1960 года, после чего вышла на пенсию и уехала из Норильска в Ессентуки, где приобрела половину частного дома. Вскоре к ней перебралась Александра, которая умерла там 17 января 1964 года.
В этом доме в Ессентуках, ул. Нелюбина, д. 3, создан её мемориальный музей.

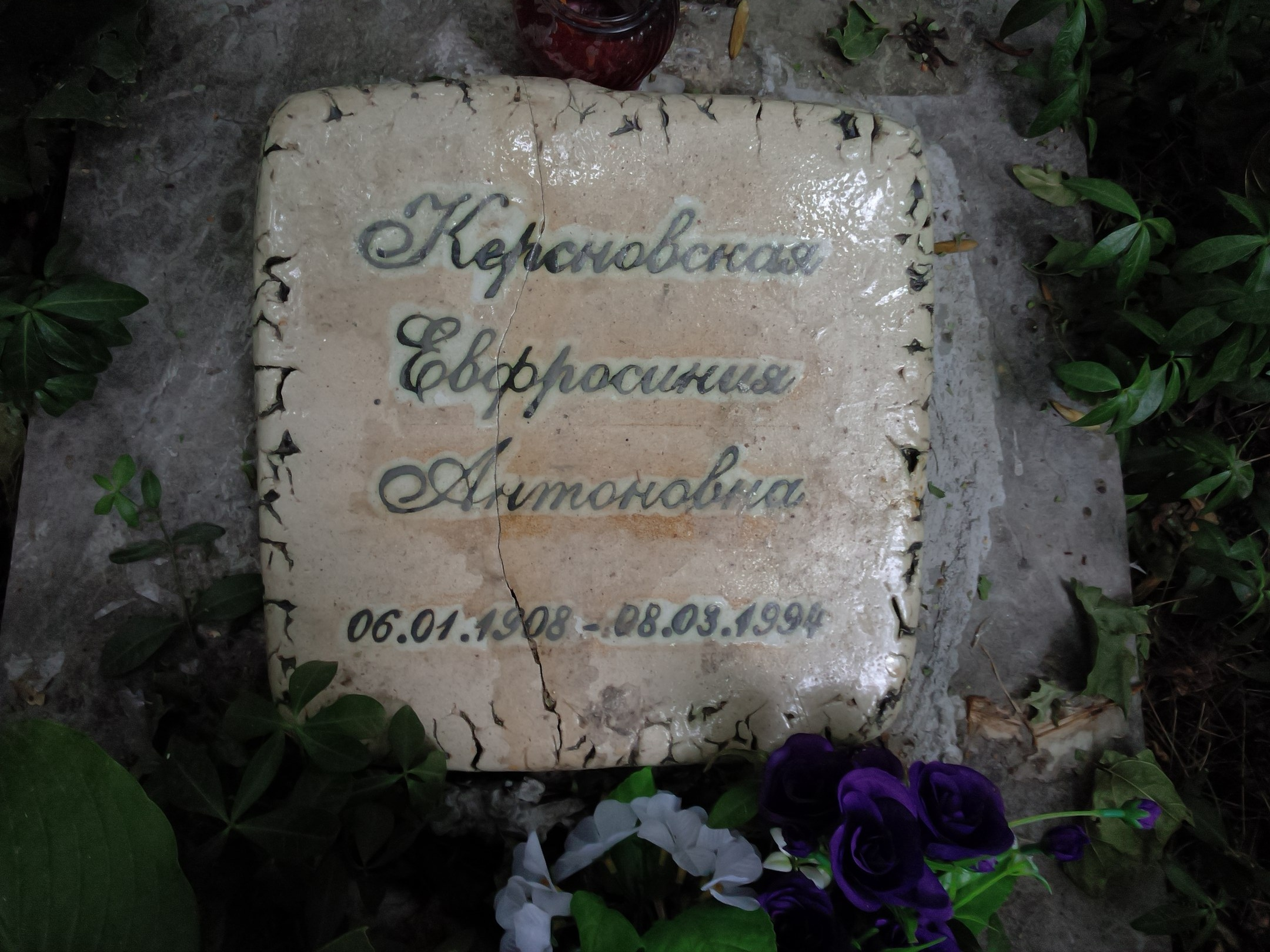
Могила Ефросинии Керсновской

Работа бурильщиком на шахте в конечном итоге сказалась на суставах Евфросинии, и с начала 1970-х годов вплоть до смерти ей пришлось ходить на костылях. В 1987 году она перенесла инсульт. В последние шесть лет её доверенным лицом был Игорь Чапковский, позднее унаследовавший авторские права на произведения писательницы. Евфросиния скончалась 8 марта 1994 года и была похоронена рядом с Александрой на городском кладбище. В тот же год, по просьбе Евфросинии, земля с могилы её брата Антона в Париже была передана на могилу Александры.

## «Сколько стоит человек»
Первые записи о своих злоключениях Евфросиния начала делать ещё будучи санитаркой в норильской лагерной больнице, и продолжила их делать, уже будучи шахтёром. В 1948 году одна из её страдающих наркозависимостью от махорки товарок по бараку, которой Евфросиния дала почитать записи, выкрала их и отдала оперативнику, но тот вернул их со словами, что ему «нужен материал, а не беллетристика». До полноценного вида Евфросиния свои мемуары начала доводить в 1964 году после смерти матери — Александра перед смертью попросила её записать во всех подробностях всё, что она пережила (хотя Евфросиния, рассказывая ей в своё время о ссылке, умолчала об очень многих деталях). Работу над мемуарами Евфросиния закончила где-то в 1970-х и дала им название «Сколько стоит человек». Её мемуары состоят из 2,2 млн букв, написанных на полях 680 рисунков. В 1982 году они были впервые распространены через самиздат, a в 1990 году — опубликованы в журналах «Огонёк», «Знамя» и британском «The Observer».
Работая над мемуарами Евфросиния поделила их на 12 частей, из которых к ссылке относятся со второй по восьмую:
1. «В Бессарабии» — период, начиная с июля 1940, когда Бессарабия была аннексирована и заканчивая июнем 1941 года, когда Евфросиния узнала, что её отправляют в ссылку. Это чередуется со вставками, в которых Евфросиния описывает историю Бессарабии и своё детство.
2. «Исход или пытка стыдом» — путь ссылки.
3. «Вотчина Хохрина»
4. «Сквозь большую гарь»
5. «Архив иллюзий»
6. «Строптивый ветеринар»
7. «Оазис в аду»
8. «Инородное тело»
9. «Чёрная роба или белый халат»
10. «Под „крылышком“ шахты»
11. «На вершине»
12. «Возвращение»

В 2000 и 2001 годах издательство «Можайск-Терра» издало мемуары в виде шеститомника по две части в каждой книге. В следующий раз мемуары были изданы только в 2016 году издательством «КоЛибри», но одной книгой, из-за чего объём текста в этом издании почти на четверть короче оригинального.

## Реабилитация
30 января 1990 года прокуратура Новосибирской области признала необоснованность второго приговора от 22 июня 1944 года, а 23 февраля прокуратура Томской области признала необоснованность первого приговора от 24 февраля 1943 года. 13 августа 1990 года прокуратура Молдавской ССР официально признала высылку Евфросинии 13 июня 1941 года необоснованной, после чего Евфросиния была окончательно реабилитирована.
Об истории Керсновской снят документальный фильм «Альбом Евфросинии» (режиссёр Г. Л. Илугдин).
Жизни и судьбе Евфросинии Керсновской посвящён выпуск YouTube-канала Алексея Пивоварова «Редакция».

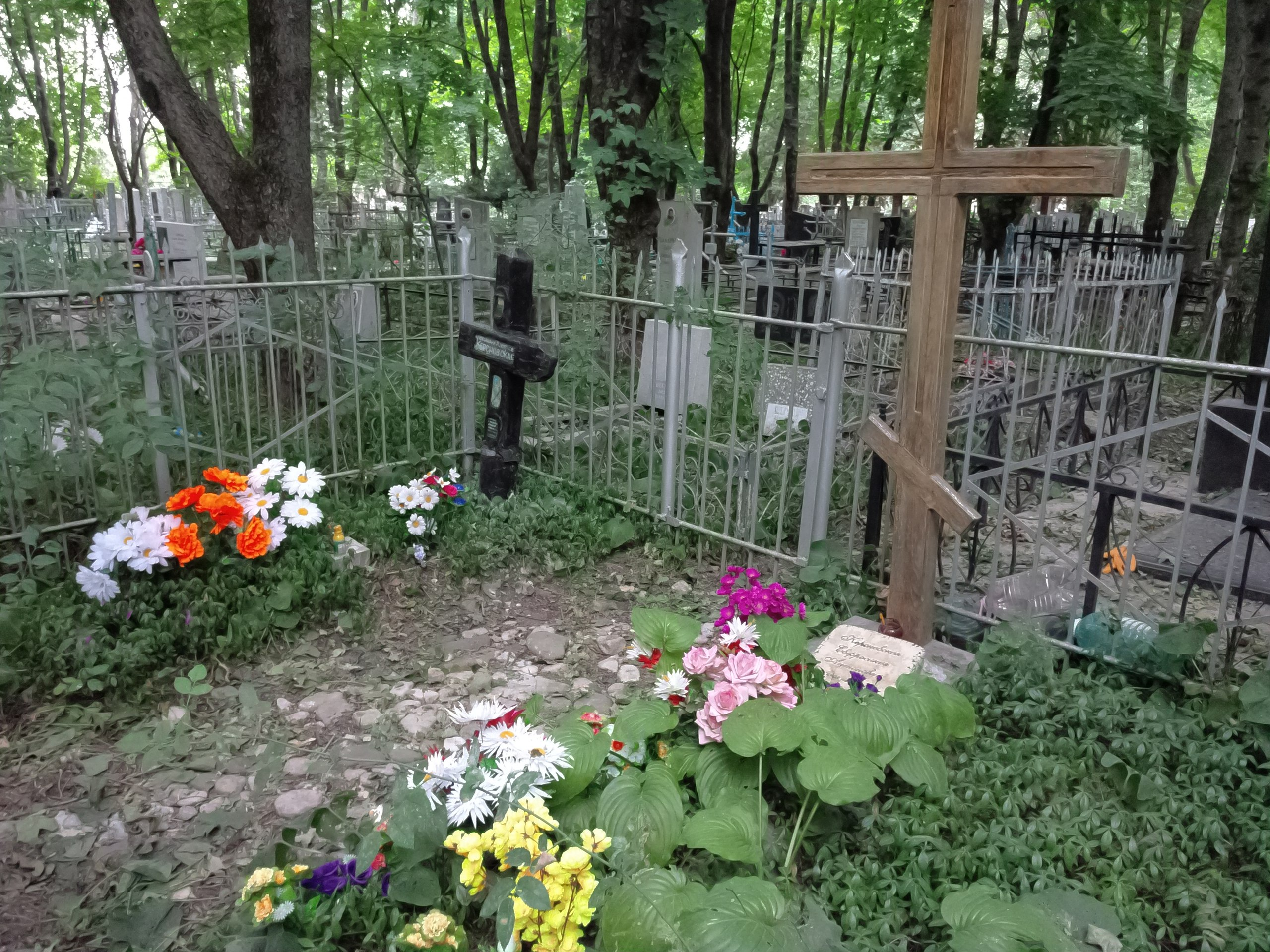
Могилы Ефросиньи Керсновской (справа) и ее матери Александры Алексеевны (черный крест, установленный собственноручно Е.Керсновской)

## Воспоминания
Может ли человек, попавший под поезд, остаться живым? Нет-нет, его не задело буфером, не сшибло под насыпь. Он лежал между рельсами и чувствовал, как над ним тяжко и грозно громыхает смерть. К тому же он знал, что последний вагон оснащён стальным штырём, последней преградой к спасению. Таким человеком была Ефросиния Антоновна Керсновская, а поезд, прогромыхавший над нею, — ссылка, лесоповал, ГУЛАГ— власть Советов, выбросившая её из оккупированной Бессарабии в 1940 году.- Александр Зорин, Журнальный зал, 2012.

Ефросинья Керсновская пишет отрывисто. Так, как будто ещё не отдышавшись, вернулась откуда-то издалека и пытается рассказать всё, что с ней произошло. Уместить 13 лет в 300 страниц, в несколько часов рассказа. Импрессионизм её синтаксических и смысловых мазков не нужно рассматривать отойдя подальше, как Моне, в них нужно вглядеться и по очереди смотреть на все элементы этой мозаики, в которой отражены реальные воспоминания.
Вообще цель этих мемуаров — показать то, о чём официально, казалось, никто никогда не узнает. Необходимо донести до людей эту важную информацию, открыть им глаза на то, что происходило за пределами столицы, а (и это открытие, которое шокирует саму Керсновскую), может и в столице. Поводом для написания воспоминаний была смерть матери, которой автор посвятила не только их, но и вообще всю свою жизнь. Не создав семью, не имея детей, она жила исключительно с матерью, а во время лагерей — ради матери. И именно мать, как ей кажется, своими молитвами отвела от неё беду и гибель, которая слишком уж часто дышала на неё своим смрадным дыханием.- Александра Гузева, Частный Корреспондент, 2014.

## Сочинения
- Керсновская Е. А. Наскальная живопись. — М.: Квадрат, 1991.
- Kersnovskaja Е. Ach Herr wenn unsre Sünden uns verklagen. — Kiel: Neuer Malik Verlag, 1991.
- Kersnovskaja Е. Coupable de rien. — Paris: PLON, 1994.
- Керсновская Е. А. Сколько стоит человек: Повесть о пережитом : в 6 т. — М.: Можайск-ТЕРРА, 2000—2001.
- Керсновская Е. А. Правда как свет: Иллюстрированные воспоминания о сороковых-пятидесятых. — М.: ИП Подгорская Н. О., 2014. — Т. 2. — 844 с. — ISBN 978-5-905494-04-8. — ISBN 978-5-905494-11-6.
- Euphrosinia Kersnovskaïa. Envers et contre tout: Chronique illustrée de ma vie au Goulag. Préface Ludmila Oulitskaïa, Nicolas Werth. Traduit par Sophie Benech. — Paris: Christian Bourgois Éditeur, 2021. — 624 p. ISBN 978-2-267-04469-0

## В кино
- Владимир Мелетин. [kinofilms.tv/film/efrosinya-kersnovskaya-zhitie/20585/ «Ефросинья Керсновская: Житие»]. Документальный фильм (2008).
- Алексей Пивоваров. «История Евфросинии Керсновской, автора уникальной тюремной хроники». Документальный фильм (2022).